# Nikola Storm
Nikola Storm (Maldegem, 30 settembre 1994) è un calciatore belga, attaccante del Malines.

## Carriera

### Club
Cresciuto nei settori giovanili di Lokeren e Club Bruges, ha esordito con la prima squadra del club fiammingo il 7 dicembre 2013, nella partita di campionato vinta per 3-0 contro il Malines. Il 31 agosto 2015 viene ceduto in prestito allo Zulte Waregem. Rientrato al Club Bruges, il 9 gennaio 2017 passa a titolo temporaneo all'OHL; il 16 giugno il prestito viene prolungato per un'altra stagione.

### Nazionale
Ha giocato nelle nazionali giovanili belghe Under-16, Under-17, Under-18 ed Under-19.

## Statistiche

### Presenze e reti nei club
Statistiche aggiornate al 26 dicembre 2017.
| Stagione           | Squadra            | Campionato         | Campionato | Campionato | Coppe nazionali | Coppe nazionali | Coppe nazionali | Coppe continentali | Coppe continentali | Coppe continentali | Altre coppe | Altre coppe | Altre coppe | Totale | Totale | Totale |
| Stagione           | Squadra            | Comp               | Pres       | Reti       | Comp            | Pres            | Reti            | Comp               | Pres               | Reti               | Comp        | Pres        | Reti        | Pres   | Reti   |        |
| ------------------ | ------------------ | ------------------ | ---------- | ---------- | --------------- | --------------- | --------------- | ------------------ | ------------------ | ------------------ | ----------- | ----------- | ----------- | ------ | ------ | ------ |
| 2013-2014          | Club Bruges        | D1                 | 2+1        | 0          | CB              | -               | -               | UEL                | -                  | -                  | -           | -           | -           | 3      | 0      |        |
| 2014-2015          | Club Bruges        | D1                 | 19+3       | 0          | CB              | 6               | 2               | UEL                | 7                  | 0                  | -           | -           | -           | 35     | 2      |        |
| lug.-ago. 2015     | Club Bruges        | D1                 | 4          | 0          | CB              | -               | -               | UCL                | 0                  | 0                  | SB          | -           | -           | 4      | 0      |        |
| ago. 2015-2016     | Zulte Waregem      | D1                 | 13+4       | 0          | CB              | 1               | 0               | -                  | -                  | -                  | -           | -           | -           | 18     | 0      |        |
| 2016-gen. 2017     | Club Bruges        | D1                 | 5          | 0          | CB              | 1               | 0               | UCL                | 0                  | 0                  | SB          | 0           | 0           | 6      | 0      |        |
| Totale Club Bruges | Totale Club Bruges | Totale Club Bruges | 34         | 0          |                 | 7               | 2               |                    | 7                  | 0                  |             | 0           | 0           | 48     | 2      |        |
| gen.-giu. 2017     | OHL                | D2                 | 7+6        | 2          | CB              | -               | -               | -                  | -                  | -                  | -           | -           | -           | 13     | 2      |        |
| 2017-2018          | OHL                | D2                 | 20         | 4          | CB              | 2               | 3               | -                  | -                  | -                  | -           | -           | -           | 22     | 7      |        |
| Totale OHL         | Totale OHL         | Totale OHL         | 27+6       | 6          |                 | 2               | 3               |                    | -                  | -                  |             | -           | -           | 35     | 9      |        |
| Totale carriera    | Totale carriera    | Totale carriera    | 78+6       | 6          |                 | 10              | 5               |                    | 7                  | 0                  |             | 0           | 0           | 101    | 11     |        |

## Palmarès

### Club

#### Competizioni nazionali
- Coppa del Belgio: 2

Club Bruges: 2014-2015
Malines: 2018-2019
- Supercoppa del Belgio: 1

Club Bruges: 2016